# نیکی دو سان فال
نیکی دو سان فال (فرانسوی: Niki de Saint Phalle‎؛ ۲۹ اکتبر ۱۹۳۰ – ۲۱ مهٔ ۲۰۰۲) نقاش، فیلم ساز، مجسمه‌ساز و مدل اهل فرانسه بود.
او در ۲۹ اکتبر ۱۹۳۰ در نزدیکی پاریس به دنیا آمد. پدرش دربانک کار می‌کرد و مادرش آمریکایی بود. نیکی چهار خواهر و برادر داشت. ترز دسان فال رمان‌نویس فرانسوی دختر عموی نیکی بود. پس از ورشکستگی کامل خانواده به دلیل رکود بزرگ، در سال ۱۹۳۳ آن‌ها به فرانسه مهاجرت کردند. در آمریکا پدر نیکی پست مدیریت بانک سان فال که بانک فامیلی آن‌ها بود را به عهده گرفت. نیکی وارد مدرسه معتبر برلی در نیویورک شد ولی به دلیل اینکه برگهای انجیر مجسمه‌های مدرسه را به رنگ قرمز نقاشی کرد از مدرسه اخراج شد. بعد از آن در مدرسه اولد فیلدز شهر مریلند به تحصیل ادامه داد و در سال ۱۹۴۷ فارغ‌التحصیل شد. نیکی در دروران نوجوانی مدل بود و در سن هژده سالگی تصویرش بر روی جلد مجله ووگ فرانسه چاپ شد.